# Rina Gagliardi
Rina Gagliardi (Pisa, 15 novembre 1947 – Roma, 27 giugno 2010) è stata una giornalista e politica italiana.

## Biografia
Nata a Pisa, vinse il concorso d'ammissione alla Scuola Normale Superiore e frequentò l'Università di Pisa dove si laureò con una tesi su Rosa Luxemburg.
Fece parte del primo nucleo organizzato del movimento politico "Il Manifesto" (fra gli altri che vi parteciparono Gonario Sedda, Alfonso Maurizio Iacono, Salvatore Lai, Aldo Fratoianni, Gaetano Stella, Alfonso Gaglio, Paola Di Paolo, Amelia Muscetta, Aldo Mela, Franca De Sanctis). Nel 1971, quando venne fondato il quotidiano Il manifesto, si trasferì a Roma per lavorare al giornale, di cui fra il 1985 e il 1986 fu anche direttrice.
Fu dal 2005 al 2006 caporedattrice di Liberazione, il quotidiano del Partito della Rifondazione Comunista. Nel 2006 venne eletta nelle liste del PRC al Senato nella circoscrizione del Lazio e divenne Membro della Commissione per la biblioteca e per l'archivio storico e della 7ª Commissione permanente (Istruzione pubblica, beni culturali) di Palazzo Madama. Dal 2009, interrotti i rapporti con Liberazione, collaborò con alcune testate giornalistiche tra le quali Il Riformista.
Dopo le Elezioni politiche del 2008 non fu rieletta in Parlamento. Successivamente aderì al Movimento per la Sinistra di Nichi Vendola, che nel 2009 portò alla nascita di Sinistra Ecologia Libertà.
Morì di tumore il 27 giugno 2010 all'età di 62 anni.
Nell'editoriale di ricordo, Piero Sansonetti la definì «la migliore giornalista che abbia mai conosciuto, ancora meglio di Montanelli e Pintor e Scalfari».

## Vita privata
Era di famiglia valdese. Grande appassionata di musica operistica, era ammiratrice di Maria Callas e anche di Mina.
Fu sempre fervente tifosa della Fiorentina. Dai tempi dell'università una profonda amicizia la legava a Fabio Mussi e Massimo D'Alema, nonostante le diverse vedute politiche .

## Opere
- Devi augurarti che la strada sia lunga, con Ritanna Armeni e Fausto Bertinotti, Ponte alle Grazie, 2009.
- Un movimento per la pace. Per una storia del pacifismo, con Flavio Lotti, Piero Sansonetti, Luisa Morgantini, Fabio Alberti, Stefano Kovac, Giuliana Sgrena, Anna Pizzo e Pierluigi Sullo, Sara Ventroni; Edizioni Alegre, 2003